# Oria (Apulien)
Oria ist eine italienische Gemeinde (comune) mit 14.455 Einwohnern (Stand 31. Dezember 2023) in der  Provinz Brindisi, Region Apulien. 
Die Kleinstadt ist Sitz des Bistums Oria, dessen Hauptkirche die Kathedralbasilika Mariä Himmelfahrt ist.

## Lage
Oria liegt auf halbem Weg zwischen Brindisi und Tarent im Verlauf der antiken Via Appia. Der Ort liegt auf einer Höhe von 83 m s.l.m. Die Fläche der Gemeinde umfasst 83 km².

## Geschichte
Die Stadt wurde in der Antike von den vermutlich aus Illyrien eingewanderten Messapiern gegründet und wird von Herodot Hyria genannt. Nach Herodot stammten die Messapier allerdings ursprünglich aus Kreta.

## Verkehr
Der Bahnhof Oria liegt an der Bahnstrecke Taranto–Brindisi.

## Städtepartnerschaft
Oria ist aufgrund der staufischen Vergangenheit seit 1972 Partnerstadt von Lorch in Baden-Württemberg.

## Persönlichkeiten
- Giovanni Bernardino Bonifacio (1517–1597), Marchese von Oria, Humanist, Buchsammler, Bibliothekar und Anhänger der Reformation, als solcher nach Basel und später Danzig emigriert
- Francesco Milizia (1725–1798), italienischer Architekt und Theoretiker des Klassizismus, in Oria geboren

## Bilder

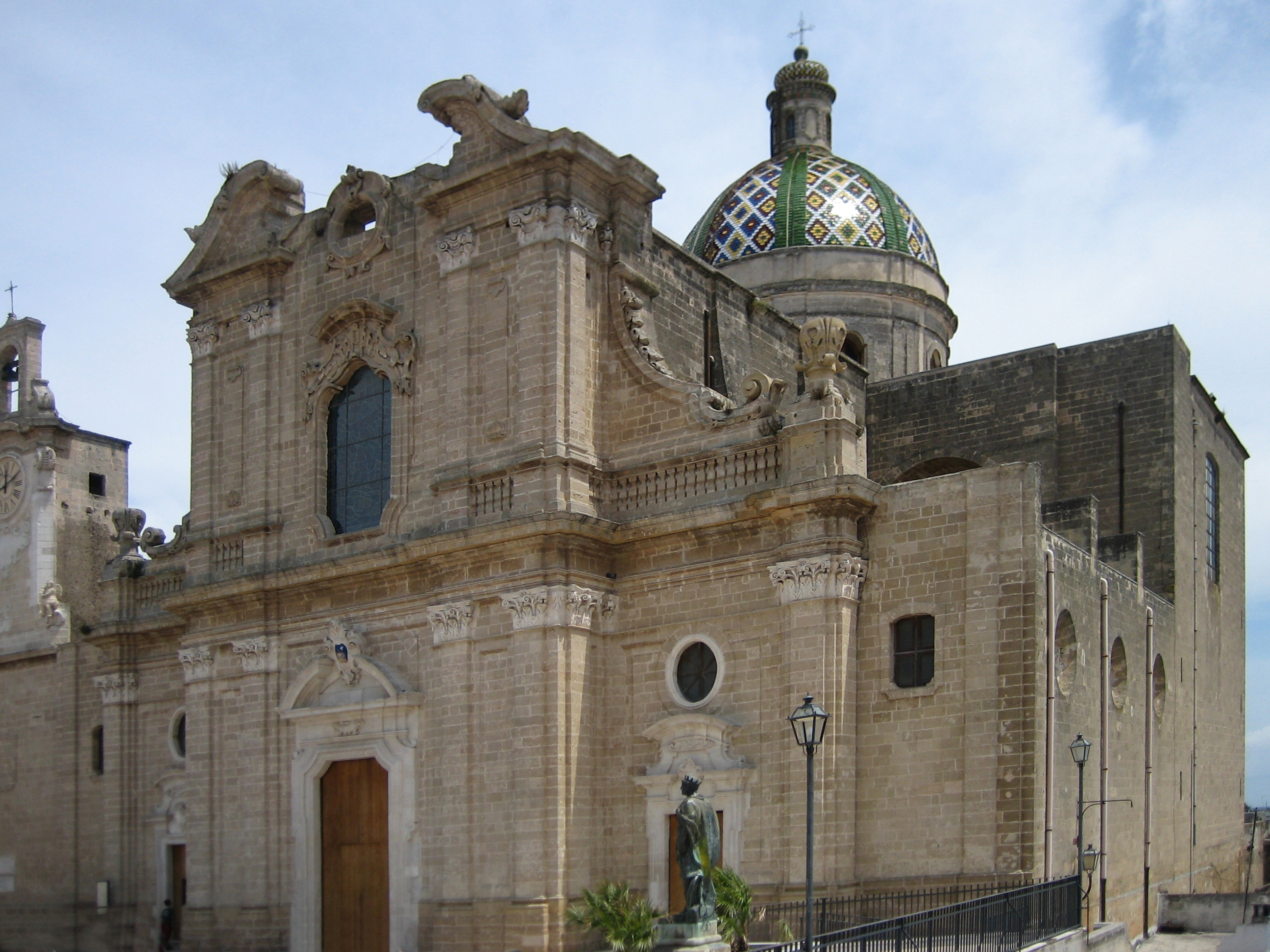
Kathedrale von Oria
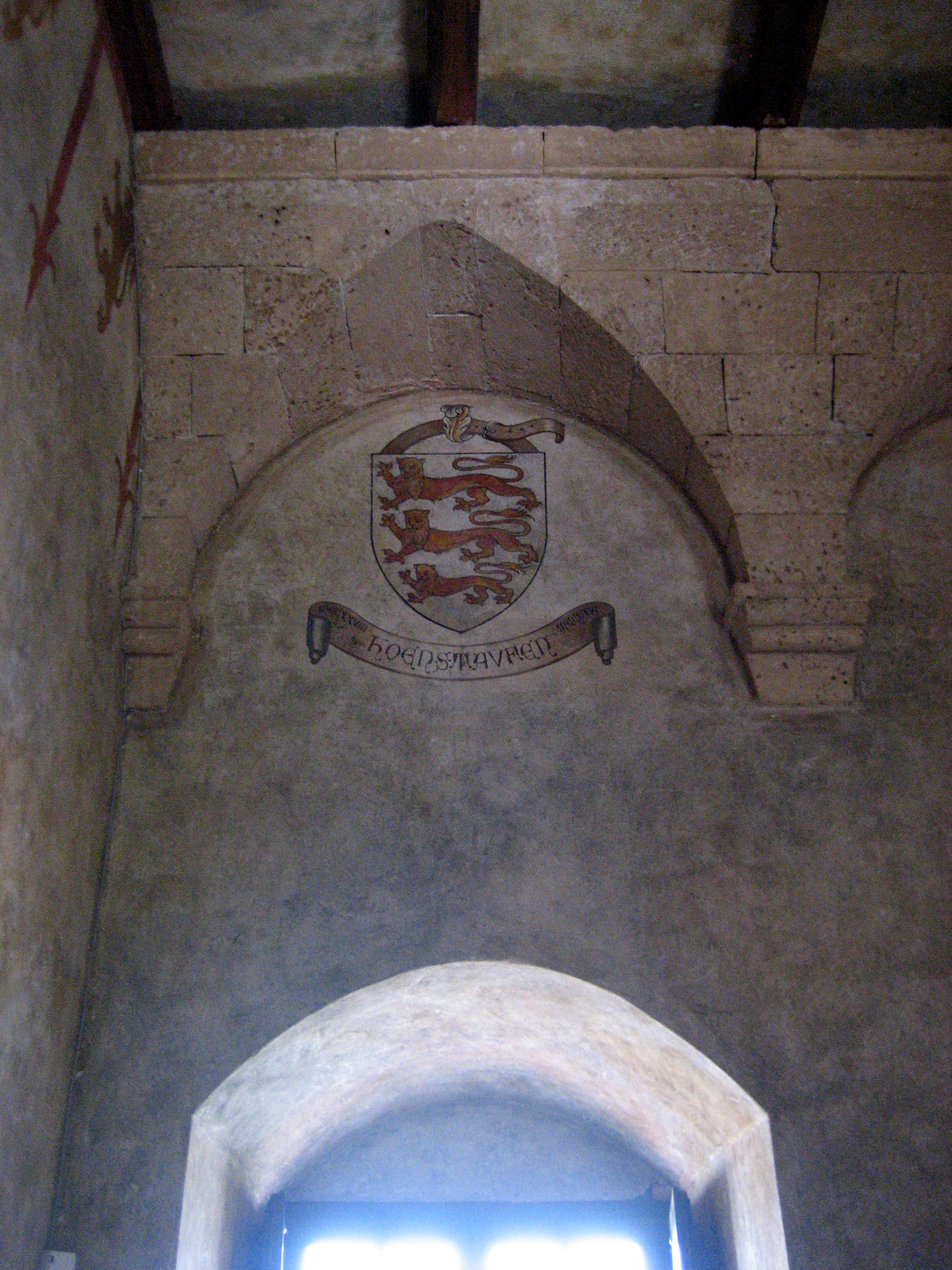
Wappen der Staufer in einem Saal des Castello Svevo
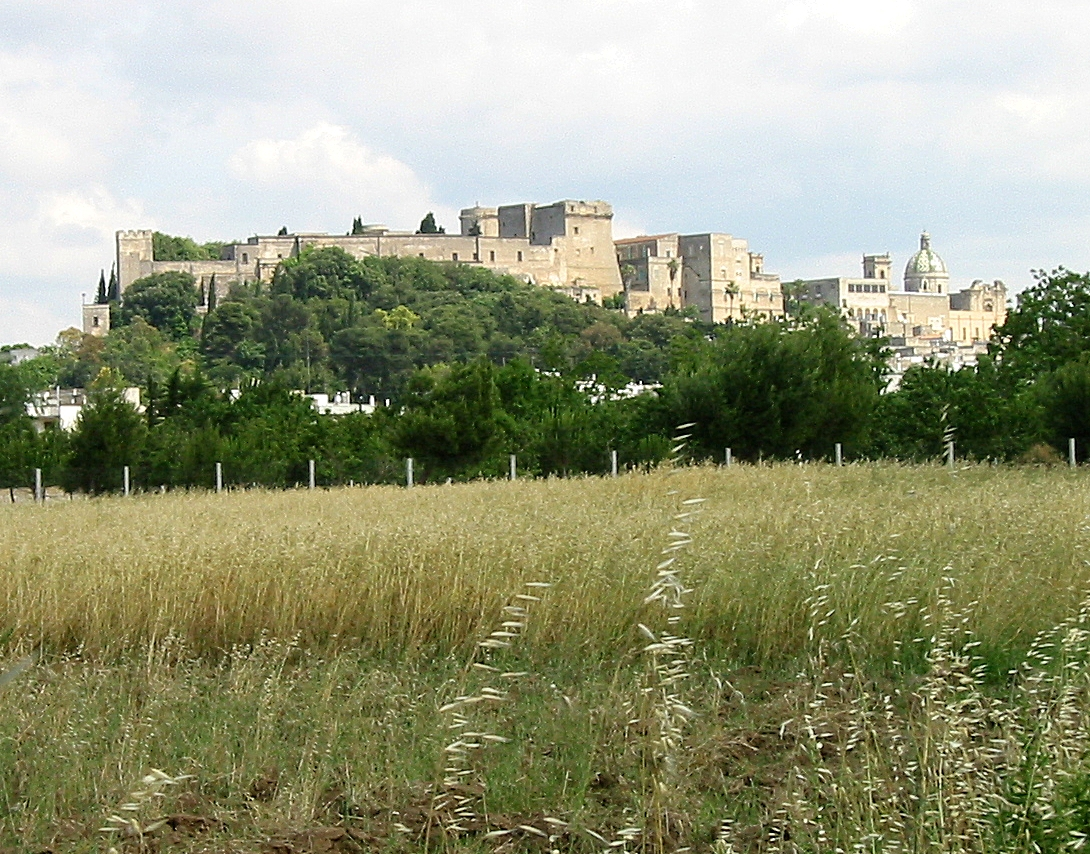
Oria mit dem Castello Svevo
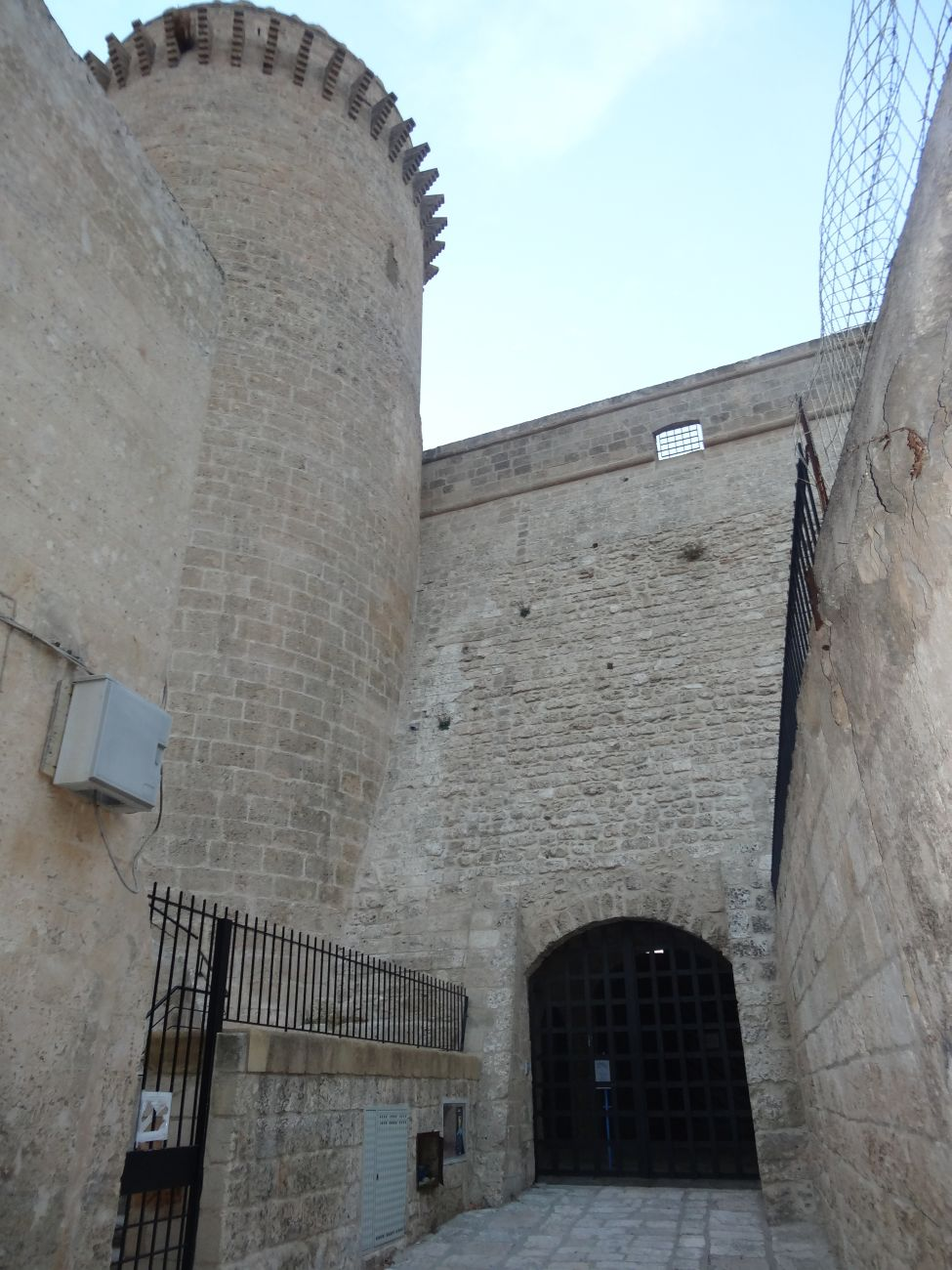
Castello Svevo